# Didier de La Cour
Pour les articles homonymes, voir La Cour.
Dom Didier de La Cour de La Vallée, né en décembre 1550 à Montzéville et mort en 1623, est un moine bénédictin français à l'origine de la fondation de la Congrégation de Saint-Vanne et Saint-Hydulphe en 1604.
Né à Montzéville en décembre 1550, dans une vieille famille noble lorraine, mais appauvrie au point de cultiver elle-même ses terres, il entre à dix-huit ans comme novice à l'Abbaye Saint-Vanne de Verdun. Il va ensuite entreprendre des études à l'Université de Pont-à-Mousson durant lesquelles il se lie d'amitié avec Servais de Lairuelz et Saint Pierre Fourier. 
De retour dans son abbaye de Verdun, animé d'un désir de réforme de la vie monastique, il se heurte à l'hostilité de ses confrères. Son objectif est d'appliquer dans son monastère la règle de saint Benoît dans sa rigueur originelle. Ses efforts seront couronnés de succès avec la création en 1604 de la Congrégation de Saint-Vanne et Saint-Hydulphe regroupant les abbayes soucieuses de réforme. À la mort de Dom Didier de La Cour en 1623, la congrégation est forte de vingt monastères groupés en trois provinces.